# Barleria
- Commons
- Wikispecies

Barleria L., segundo o Sistema APG II, é um gênero botânico da família Acanthaceae.

## Sinonímia
| - Barleriacanthus Oerst. - Barlerianthus Oerst. - Barleriosiphon Oerst. - Barlerites Oerst. - Dicranacanthus Oerst. | - Isaloa Humbert - Parabarleria Baill. - Prionitis Oerst. - Pseudo-Barleria Oerst. |

## Principais espécies
- Barleria obtusa
- Barleria repens
- «Lista completa»

## Classificação do gênero
| Sistema | Classificação                        | Referência               |
| ------- | ------------------------------------ | ------------------------ |
| Linné   | Classe Didynamia, ordem Angiospermia | Species plantarum (1753) |
| APG II  | Ordem Lamiales, família Acanthaceae  | APweb, versão 9, 2008    |